# TUI fly (Nederland)
TUI fly (officieel TUI Airlines Nederland B.V., voorheen Arke, ArkeFly) is een Nederlandse luchtvaartmaatschappij die voornamelijk vakantievluchten uitvoert, zowel op charter- als lijndienstbasis. TUI fly is de eigen maatschappij van TUI Nederland.
Het bedrijf is onderdeel van de grootste vervoerder van vliegvakantiegangers van Europa: tezamen met zes andere luchtvaartmaatschappijen behoort ze tot de TUI Airlines-alliantie, een onderdeel van de TUI Group, de grootste toerismegroep in Europa. TUI Airlines bundelt TUI fly (Nederland), TUI fly (België), TUI fly (Deutschland), TUI fly Nordic (Scandinavië), TUI Airways (Verenigd Koninkrijk) en Corsair International (Frankrijk), met een vloot van meer dan 150 toestellen.
TUI vliegt naar bestemmingen in Europa, Noord-Amerika, Caribisch gebied, Latijns-Amerika, Afrika, Midden-Oosten en Azië. In 2012 stapte TUI Worldwide over op een nieuwe kleurstelling.

## Geschiedenis
In 1934 richtten Frits Arke en Jan ten Barge het busbedrijf Reisbureau Twenthe op in Enschede. Dit kreeg later de naam Arke en Ten Barge. In de jaren 50 besloot het tweetal hun eigen weg te gaan. Frits Arke ging samen met Ferdinand Fransen verder onder de naam Reis- en Passagebureau Arke. Arke werd van een regionale busonderneming een internationale reisorganisatie. Frits Arke trok zich later terug en vanaf 1973 viel Arke volledig onder Ferdinand Fransen. In 1989 verkocht Fransen een deel van zijn aandelen aan het Duitse Touristik Union International (TUI) en in 1995 ook het restant. Hierdoor ontstond in 1997 het overkoepelende TUI Nederland, waar Arke onderdeel van bleef.
In april 2005 werd ArkeFly opgericht na een overname van activiteiten van de failliete luchtvaartmaatschappij HollandExel. Het bedrijf begon met zo'n vierhonderd medewerkers en vier toestellen van het type Boeing 767-300ER aan een vluchtschema van ruim twintig bestemmingen rond zowel de Middellandse Zee als verre bestemmingen. In oktober 2013 maakte moederbedrijf TUI Nederland bekend dat langzaamaan de naamsverandering van ArkeFly in Arke zou worden doorgevoerd, maar dat de namen voorlopig naast elkaar zouden blijven bestaan. Vanaf 1 oktober 2015 werd alleen nog de naam TUI gebruikt voor de activiteiten van Arke. Vanaf maart 2017 werd de naam van de luchtvaartdivisie van TUI officieel gewijzigd naar TUI fly naar analogie met de andere TUI airlines.
TUI fly vliegt voor alle onderdelen van TUI Nederland en vervoert daarnaast ook passagiers voor andere touroperators. In de loop der jaren is het routenetwerk uitgebreid naar 74 bestemmingen in vier werelddelen. Vanaf 2009 mocht het eigen onderhoudsbedrijf Tec4Jets van de Inspectie Verkeer en Waterstaat zelf het dagelijkse lijnonderhoud van de TUI-vliegtuigen uitvoeren.

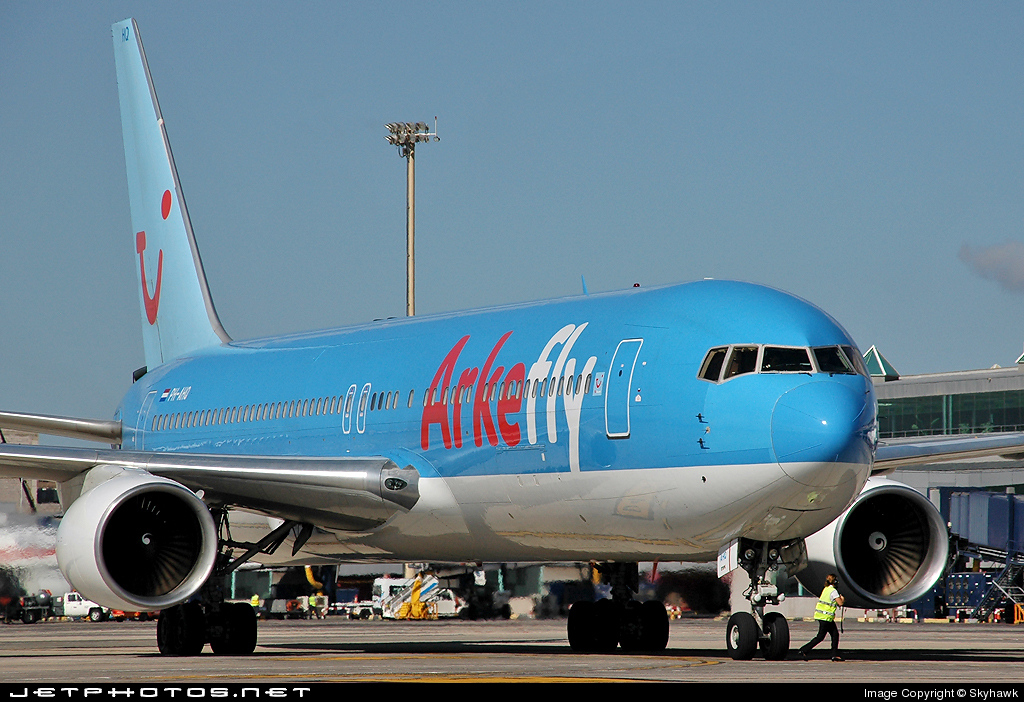
vliegtuig van Arkefly

## Vloot TUI Nederland

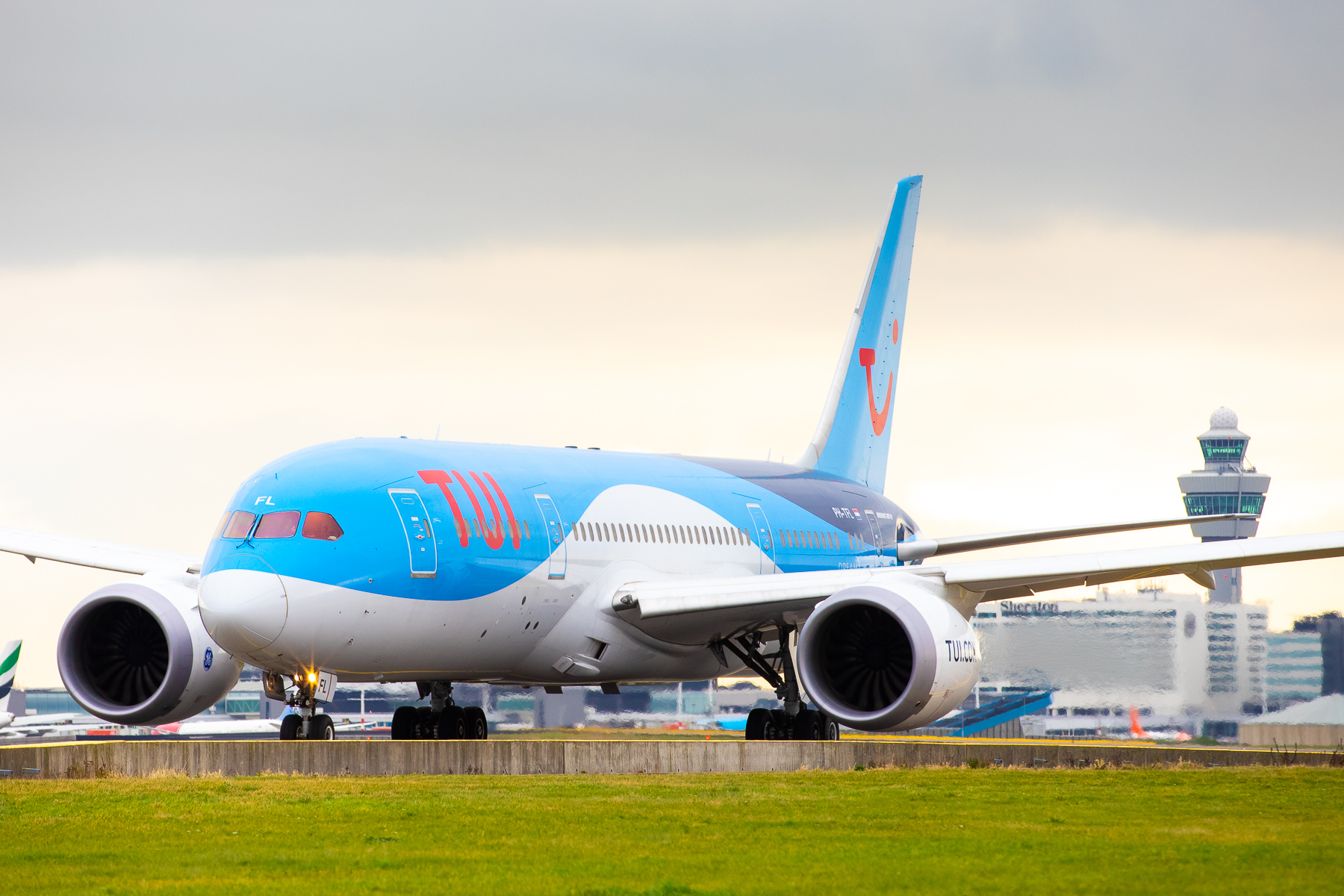
Een Boeing 787-8 op Schiphol. (Registratie PH-TFL)

TUI fly vliegt met elf eigen toestellen, alle van fabrikant Boeing. In het zomerseizoen wordt de vloot aangevuld door middel van wet-lease-overeenkomsten.
Op de langeafstandsvluchten zijn de drie Boeing 787-8 Dreamliners ter vervanging van de Boeings 767-300ER. Sinds april 2023 wordt de vloot bij toerbeurt aangevuld met een van de 1 Boeing 787 Dreamliner van TUI België. Sinds januari 2024 heeft TUIfly Nederland een vierde Dreamliner overgenomen van TUI België. Onder registratie van OO-LOE naar PH-TFJ, en momenteel al actief.
Sinds eind 2021 heeft TUI fly Nederland 6 Boeing 737 MAX 8-vliegtuigen.
Anno huurt TUI fly regelmatig Boeing 737's en of Airbus 320's voor de zomerperiode, samen met de Boeing 737-800 & MAX 8 toestellen die het gebruikt uit de vloot van TUI België, seatplan is voor grootdeel van TUI België hetzelfde als TUI Nederland, anders volledig Economy zonder Comfort stoelen.
| Type             | Aantal | Orders | Zitplaatsen | opmerkingen                         |
| ---------------- | ------ | ------ | ----------- | ----------------------------------- |
| Boeing 737 MAX 8 | 6      | 0      | 189         | 39 comfort, 150 economy             |
| Boeing 787-8     | 4      | 0      | 305         | 25 deluxe, 126 comfort, 154 economy |
| Totaal           | 10     | 0      |             |                                     |

TUI fly Nederland en TUI fly België zijn onderdeel van TUI BENELUX en hebben een gezamenlijke vloot die het hele jaar door op alle bestemmingen vliegt. TUI fly BENELUX-vloot
| Vloot details           | Vloot details | Vloot details | Vloot details | Vloot details | Vloot details       | Vloot details   | Vloot details             | Vloot details                                                                                            | Vloot details |
| Type                    | Registratie   | Bouwjaar      | Geleverd      | Config*       | Vorige eigenaar     | Eerste eigenaar | Overige eerdere eigenaren | Bijzonderheden                                                                                           | Status        |
| ----------------------- | ------------- | ------------- | ------------- | ------------- | ------------------- | --------------- | ------------------------- | --- | ------------- |
| Boeing 787-8 Dreamliner | PH-TFK        | 2014          | 05-06-2014    | W25Y280       | Nieuw vanaf fabriek | TUI             |                           | - Boeing sky interior - Deluxe Class met IFE in rugleuning - Overgenomen van TUI fly België, nu (PH-TFJ) | Actief        |
| Boeing 787-8 Dreamliner | PH-TFL        | 2014          | 12-12-2014    | W25Y280       | Nieuw vanaf fabriek | TUI             |                           | - Boeing sky interior - Deluxe Class met IFE in rugleuning - Overgenomen van TUI fly België, nu (PH-TFJ) | Actief        |
| Boeing 787-8 Dreamliner | PH-TFMPH-TFJ  | 2014          | 12-12-2014    | W25Y280       | Nieuw vanaf fabriek | TUI             |                           | - Boeing sky interior - Deluxe Class met IFE in rugleuning - Overgenomen van TUI fly België, nu (PH-TFJ) | Actief        |
| Boeing 737 MAX 8        | PH-TFN        | 2018          | 19-12-2018    | 60M/129L      | Nieuw vanaf fabriek | TUI             |                           | Boeing sky interior                                                                                      | Actief        |
| Boeing 737 MAX 8        | PH-TFP        | 2019          | 26-02-2019    | 60M/129L      | Nieuw vanaf fabriek | TUI             |                           | Boeing sky interior                                                                                      | Actief        |
| Boeing 737 MAX 8        | PH-TFO        | 2019          | 26-01-2019    | 60M/129L      | Nieuw vanaf fabriek | TUI             |                           | Boeing sky interior                                                                                      | Actief        |
| Boeing 737 MAX 8        | PH-TFU        | 2021          | 21-06-2021    | 60M/129L      | Nieuw vanaf fabriek | TUI             |                           | Boeing sky interior                                                                                      | Actief        |
| Boeing 737 MAX 8        | PH-TFT        | 2021          | 18-06-2021    | 60M/129L      | Nieuw vanaf fabriek | TUI             |                           | Boeing sky interior                                                                                      | Actief        |
| Boeing 737 MAX 8        | PH-TFR        | 2021          | 31-12-2021    | 60M/129L      | Nieuw vanaf fabriek | TUI             |                           | Boeing sky interior                                                                                      | Actief        |

## Klassen
TUI fly Nederland verkocht aanvankelijk plaatsen in drie klassen: deluxe (alleen In de Dreamliner), comfort en economy. Met de komst van de Boeing 787 Dreamliner in 2014 werd de oude 'star class' weer in gebruik genomen. Na juli 2018 zullen star en premium class niet meer beschikbaar zijn. Deze worden vervangen door de Deluxe Class.
Na het ombouwen van haar Boeing 787 Dreamliners biedt het bedrijf voor dit type economy, comfort en deluxe plaatsen. De Boeing 767 was tot juli 2018 onderverdeeld in drie klassen: economy, comfort en premium class. De premium class met 2-3-2 opstelling is vervangen door extra comfort capaciteit in 2-4-2 opstelling, hierbij is ook de IFE verwijderd . De Boeing 737 is sinds 1 april 2015 onderverdeeld in twee klassen: economy en comfort.

## Kleurenschema
TUI fly gebruikt de 'Dreamwave' livery. De vliegtuigen zijn in de winter van 2013/2014 allemaal voorzien van het kleurenschema. Het Dreamwave kleurenschema is geïntroduceerd voor de nieuwe "Dreamliner".

## Onderscheidingen
TUI fly ontving in 2015 en 2016 de Schiphol Sustainability award, vanwege haar activiteiten op het gebied van duurzaamheid. Schiphol reikt deze award jaarlijks uit aan business partners die zich op grond van hun innovatieve bedrijfsvoering of positieve prestaties hebben onderscheiden.